# Нашингвера (Виченца)
Нашингвера је насеље у Италији у округу Виченца, региону Венето.
Према процени из 2011. у насељу је живело 58 становника. Насеље се налази на надморској висини од 101 м.